# Heinrich Kramer
Heinrich Kramer of Henricus Institor (ca. 1430-1505) was een dominicaan en inquisitor, gekend voor zijn boek de Heksenhamer of Malleus Maleficarum.

## Levensloop
Heinrich Kramer werd geboren in Schlettstadt in de Elzas. Als jongeman trad hij in de Orde van de Dominicanen en bracht het tot prior. Daarna werd hij aangesteld als inquisitor voor de regio Tirol, Salzburg, Bohemen en Moravië. Zijn ijver bracht hem in conflict met de plaatselijk gezagdragers en hij werd belemmerd in de uitvoering van de opgelegde straffen.
In 1484 deed hij zijn beklag bij de nieuwe Paus Innocentius VIII, die hem steunde met een pauselijke bul, Summis desiderantes affectibus. Hierin wordt aangemaand dat Heinrich Kramer en Jacob Sprenger niet mochten gehinderd worden in hun werk. Jacob Sprenger had er nadien problemen mee dat hij in dezelfde zin werd genoemd als Henricus Institor, voor wie hij alleen maar misprijzen had. De pauselijke bul had niet veel impact en Heinrich begon aan zijn boek de Heksenhamer, die in 1486 werd gepubliceerd.
Kramer slaagde er niet in om goedkeuring voor dit werk te krijgen van de toptheologen van de inquisitie, aan de faculteit van Keulen. Zij veroordeelden het boek omdat het onethische en onwettige procedures aanbeval, en ook niet in overeenstemming was met wat zij beschouwden als de orthodox-katholieke doctrines van de demonologie. Hij kreeg wel steun van de magister-generaal van de dominicanen en de paus.
Hij stierf in Moravië op zoek naar de overgebleven Hussieten.
- Bibsys: 90549148
- Bibliothèque nationale de France: cb12193188q (data)
- Catàleg d'autoritats de noms i títols de Catalunya: 981058515664506706
- CiNii: DA01980800
- Gemeinsame Normdatei: 118855484
- Historisch woordenboek van Zwitserland: 029460
- International Standard Name Identifier: 0000 0001 2031 4750
- Library of Congress Control Number: n84805624
- Nationale Bibliotheek van Letland: 000137444
- Nationale Bibliotheek van Tsjechië: ola2002158726
- Nationale bibliotheek van Australië: 36580938
- Nationale Bibliotheek van Israël: 987007263077205171
- Nationale Bibliotheek van Polen: a0000003113510
- Nationale en Universitaire bibliotheek Zagreb: 000084511
- Nederlandse Thesaurus van Auteursnamen: 068740689
- Réseau des bibliothèques de Suisse occidentale: 02-A000085594
- Istituto Centrale per il Catalogo Unico: LO1V025773
- LIBRIS: 191133
- Système universitaire de documentation: 030536472
- Trove: 381945
- Virtual International Authority File: 100281294
- WorldCat: E39PBJt3RV6WrKbq9Whr449hpP